# Myrte van der Schoot
Myrte van der Schoot (16 de abril de 2004) es una deportista neerlandesa que compite en atletismo, en las modalidades de carrera de velocidad y salto de longitud. En 2024, formó parte del equipo neerlandés que compitió en el relevo 4 × 400 metros en el Campeonato Mundial en Pista Cubierta de Glasgow. Más tarde ese año, ganó en el relevo 4 × 400 metros primero el oro en el Campeonato Europeo de Roma y luego la plata en los Juegos Olímpicos de París 2024. Allí también compitió en las eliminatorias de ambas pruebas.

## Trayectoria

### Primeros éxitos
Van der Schoot, miembro del Club Atlético Gooische de Hilversum, en el Campeonato Neerlandés Sub-20 de 2023 mejoró el récord nacional sub-20 de Femke Bol con una décima de segundo a 52,88 s, ganando una medalla de plata en el relevo 4 × 400 m, y una medalla de bronce en los 400 metros en el Campeonato Europeo Sub-20 de 2023 en Jerusalén, Israel.

### Inclusión en la selección nacional
Poco después recibió una invitación para dar una charla en Papendal. Allí, para su gran sorpresa, le dijeron que la habían invitado al campamento de entrenamiento planificado del equipo nacional de relevos 4 × 400 m en Sudáfrica. El campamento fue tan bien que a van der Schoot se le permitió posteriormente debutar como miembro de este equipo en el Campeonato Mundial en Pista Cubierta de 2024 en Glasgow a principios de marzo. Allí se inscribió en las eliminatorias del relevo 4 × 400 m, en el que ella, como corredora titular, esprintó hacia la victoria de la serie junto con Eveline Saalberg, Lisanne de Witte y Femke Bol en 3:27.70 min, con lo que el equipo se clasificó para la final. La final luego fue ganada por Lieke Klaver, Cathelijn Peeters, Lisanne de Witte y Femke Bol en 3:25.07 min, un récord nacional en pista cubierta. Como resultado, van der Schoot recibió el oro como debutante.
La siguiente parada fueron los Relevos Mundiales 2024 en Nasáu, a principios de mayo. Allí, el equipo de relevos de 4 × 400 metros tuvo que clasificarse definitivamente para los Juegos de París. Dado el nivel que este equipo ya había alcanzado, esto parecía una formalidad, pero también querían participar en el relevo mixto de 4 × 400 metros en París. Por lo tanto, los corredores de 400 metros disponibles tuvieron que dividirse entre estos dos eventos de relevos. Femke Bol y Lieke Klaver fueron inscritos en el relevo mixto, dejando que los atletas restantes confirmaran su clasificación en los 4 × 400 metros femeninos terminando en los dos primeros de sus series. Sin embargo, no tuvieron éxito; Eveline Saalberg, Myrte van der Schoot, Lisanne de Witte y Cathelijn Peeters terminaron terceras en sus series con 3:28.10 min. Sin embargo, se disputó una ronda de repesca, en la que el cuarteto neerlandés debía terminar entre los dos primeros a toda costa. Lo lograron, ya que el mismo cuarteto de la serie logró un tiempo de 3:27.45 min, ganando la carrera.

### Oro en el Campeonato Europeo de Roma

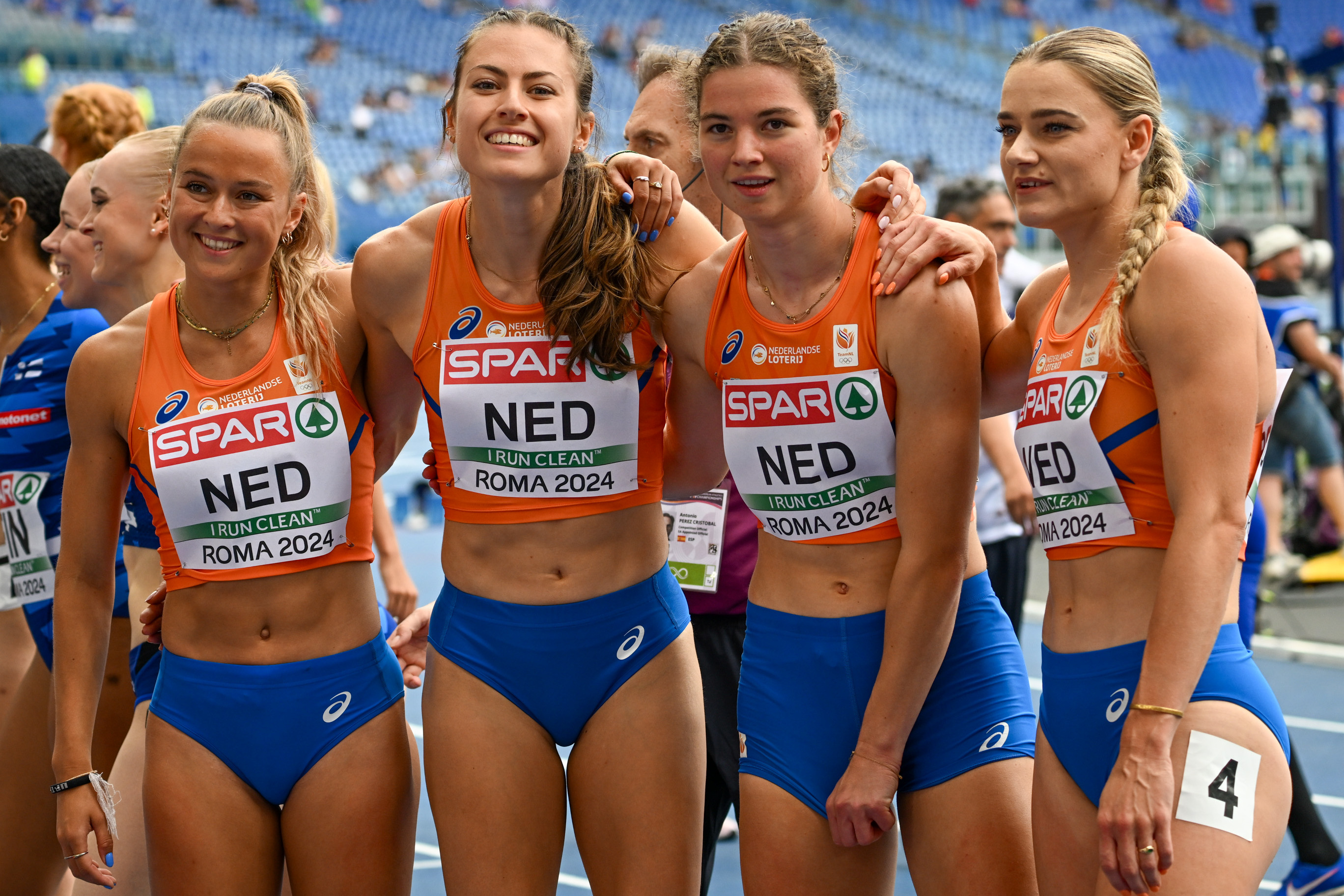
El equipo femenino neerlandés, tras clasificarse para la final de 4 × 400 m en su ronda eliminatoria del Campeonato Europeo de 2024 en Roma. De izquierda a derecha: Anne van de Wiel, Eveline Saalberg, Myrte van der Schoot y Lisanne de Witte.

En el Campeonato Europeo de Roma en junio, todas las corredoras de 400 metros seleccionadas tuvieron que ser desplegadas para el relevo 4 × 400 metros. Bol y Klaver ya habían competido en los 4 × 400 metros mixtos anteriormente en el torneo, después de lo cual Klaver había ganado el bronce en los 400 metros individuales, mientras que Bol y Peeters estaban programados para correr la final de 400 metros vallas más tarde esa noche. En el penúltimo día del torneo, las corredoras de 400 metros restantes que aún no habían competido tuvieron que intentar llegar a la final en su serie de 4 × 400 metros terminando entre las tres primeras. Lo lograron, aunque fue una carrera reñida. Después de la salida, Eveline Saalberg, Anne van de Wiel y van der Schoot lograron mantener su cuarto lugar, después de lo cual la corredora final Lisanne de Witte, gracias a un buen intercambio con van der Schoot, fue más o menos lanzada para terminar el trabajo. Tras un potente sprint final, logró el tercer puesto justo antes de la meta, lo que ayudó al equipo a alcanzar la final con un tiempo de 3:25.99 min. Un día después, en esa final, el cuarteto nacional formado por Klaver, Peeters, De Witte y Bol lideró casi ininterrumpidamente desde el principio. Esto significó que Bol ni siquiera tuvo que lanzar su sprint final, sino que se alzó con la victoria en 3:22.39 min. Esto le valió a todo el equipo nacional una medalla de oro.

### Forma ascendente
Van der Schoot aprovechó el periodo entre los Campeonatos Europeos de Roma y los Juegos de París para mejorar aún más su mejor tiempo personal de 52,81 segundos en los 400 m, que había corrido en los Campeonatos Nacionales en Pista Cubierta en febrero, participando en varias competiciones con buena asistencia. Una semana después de Roma, logró un tiempo de 52,67 segundos en una reunión internacional en Lieja. Luego, a finales de junio, esprintó hasta el bronce en 52,48 segundos en los Campeonatos Nacionales de Hengelo, su primera medalla en el Campeonato Nacional, detrás de De Witte (oro en 51,89) y Saalberg (plata en 52,46). Con sus 52,68 segundos, corridos una semana más tarde en condiciones climáticas moderadas en los Juegos FBK, Van der Schoot confirmó que estaba en excelente forma justo antes de los Juegos.

### Plata en su debut olímpico en París
El 10 de agosto de 2024, van der Schoot debutó en los Juegos Olímpicos de París. También compitió en el relevo 4 × 400 metros, cuyas eliminatorias estaban programadas para el penúltimo día del programa olímpico de atletismo. Para entonces, el equipo de relevos, compuesto por Femke Bol, Lieke Klaver y Cathelijn Peeters, ya había competido en varias ocasiones, como en el Campeonato Europeo de Roma. De este trío, solo Klaver participó en las eliminatorias de 4 × 400 metros; el cuarteto neerlandés quedó formado por Saalberg como primera corredora, luego Klaver, seguida de van der Schoot y De Witte como última corredora. Después de que Klaver le diera la ventaja al equipo, van der Schoot no pudo mantenerla, pero sí logró intercambiar posiciones con De Witte como última corredora por el segundo puesto. Detrás del equipo líder de Jamaica, se involucraron en una feroz batalla con la irlandesa Sharlene Mawdsley, que ganó por un estrecho margen en un tiempo total de 3:25.03 min contra 3:25.05 min de Irlanda, llegando a la final. Los Países Bajos, con su alineación más fuerte imaginable, corrieron una carrera sólida como una roca detrás del desatado equipo de los Estados Unidos, cuyos cuatro atletas terminaron por debajo de los 50 segundos, con Sydney McLaughlin-Levrone como la más rápida en 47.70 s. Este equipo ganó decisivamente en 3:17.27 min, a solo 0.1 segundos del antiguo récord mundial establecido en 1988 por un equipo soviético. Detrás de esta fuerza, los Países Bajos lucharon con sus oponentes británicos e irlandeses por las medallas restantes en el orden de Klaver, Peeters, De Witte y Bol. El equipo neerlandés ganó esta batalla, después de un sprint final de Bol, en el tiempo récord nacional de 3:19.50 min.

### Revés en Apeldoorn
En 2025, van der Schoot corrió varios 400 metros y 200 metros desde finales de enero hasta mediados de febrero para prepararse para el Campeonato Neerlandés en Pista Cubierta en la segunda mitad de febrero (especialmente porque Femke Bol no participaría en dichos campeonatos), queriendo intentar terminar entre los tres primeros en los 400 metros y clasificarse para el Campeonato Europeo en Pista Cubierta, que se llevarían a cabo unas semanas más tarde en Omnisport en Apeldoorn. La atleta de GAC tuvo éxito en este esfuerzo, terminando tercera en 52.02 s, una mejora de casi medio segundo en su mejor marca personal y lo suficientemente bueno para clasificarse para el Campeonato Europeo en Pista Cubierta. Sin embargo, se lesionó justo al comienzo de ese torneo y tuvo que retirarse. Solo pudo observar pasivamente cómo el relevo femenino neerlandés de 4 × 400 metros, con Nina Franke como su reemplazo, corría hacia el oro por tercera vez consecutiva en un Campeonato Europeo en Pista Cubierta.

## Palmarés internacional
| Campeonato Europeo Sub-20 | Campeonato Europeo Sub-20 | Campeonato Europeo Sub-20 | Campeonato Europeo Sub-20 |
| Año                       | Lugar                     | Medalla                   | Prueba                    |
| ------------------------- | ------------------------- | ------------------------- | ------------------------- |
| 2023                      | Jerusalén (Israel)        | Medalla de bronce         | 400 m                     |